# エド・ホキュリ
- エド・ホキュリ
- エド・ホチューリ
- エド・ホチュリ
- エド・ホフリ

エドワード・G・ホキュリ（Edward G. Hochuli、/ˈhɒkjʊli/ HOCK you lee、1950年12月25日 - ）は、アメリカ合衆国の弁護士、元アメリカンフットボール審判員である。1990年から2017年までナショナルフットボールリーグ（NFL）で審判を務めた。

## 概要
1990年から長くNFLの審判を務めた。身長6フィート2インチ、体重230ポンドという大柄な体格と、明解かつ簡潔な裁定で知られ、2度のスーパーボウルを含む数多くのプレーオフの試合を担当した。ESPNが2008年に行った投票において、ホキュリはNFLヘッドコーチ間の「最高の審判」投票でマイク・キャリーと並んで最多票数を得た。
2017年シーズンを最後に引退したが、それと入れ替わるように、2018年シーズンから息子のショーン・ホチュリもNFL審判を務めている。

## 経歴

### 生い立ち
1950年12月25日にウィスコンシン州ミルウォーキーで生まれた。
高校時代、アメリカンフットボールで2度州代表となったほか、バスケットボール、レスリング、トラック競技で活躍した。
高校卒業後、テキサス大学エルパソ校に進学。フットボールチームではラインバッカーを務めた。1972年優等で卒業した。
1976年、アリゾナ大学ロースクールでJuris Doctorを取得した。

### 弁護士
1983年、アリゾナ州にJones, Skelton & Hochuli法律事務所を設立し、裁判弁護士を務めた。専門職業人賠償責任、施設管理者賠償責任、製造物責任、運輸賠償責任などを専門とし、150件以上の裁判にかかわった。
アリゾナ州裁判所、アメリカ合衆国連邦裁判所、第9巡回区合衆国控訴裁判所で弁護士として認められている。

## 審判員としてのキャリア
大学生のとき、ポップワーナーフットボールの試合の審判を始めた。その後1985年までツーソン地域の高校の試合の審判を務めた。それと並行して、ラインジャッジとしてビッグスカイカンファレンスとパシフィック10カンファレンス（現在のパシフィック12カンファレンス）のカレッジフットボールの試合も担当した。

### NFLでのキャリア
1989年のNFLシーズン前にリーグに応募し、1990年にバックジャッジとしてNFLに採用された。
彼のリーグでの最初の試合は、1990年8月のウィスコンシン州グリーンベイのランボー・フィールドであった。
リーグでの最初の2年間は、ハワード・ローが率いる審判団に所属していた。
1991年と1992年に春の育成リーグであるワールドリーグ・オブ・アメリカンフットボール（のちのNFLヨーロッパ）に参加した。
1992年、長年審判を務めていたスタン・ケンプが筋萎縮性側索硬化症と診断され引退を余儀なくされたことに伴い、ホキュリがレフェリー（主審）に昇格した。

### 特記すべき試合
レフェリーとなって以降、第32回スーパーボウルと第38回スーパーボウルで審判団を率いたほか、第31回スーパーボウル、第37回スーパーボウル、第39回スーパーボウルでは控えレフェリーとして選ばれた。また、カンファレンスチャンピオンシップのレフェリーも9度務めた。
2005年10月2日、リーグの海外展開キャンペーンの一環として、アメリカ国外で初めてNFLレギュラーシーズンの試合がメキシコのメキシコシティ行われた。ホキュリは、アリゾナ・カージナルスとサンフランシスコ・フォーティナイナーズの対戦となったこの試合でレフェリーを務めた。この試合の最初のペナルティのアナウンスでは、ホキュリはスペイン語で説明を行った。
2006年12月17日に行われたデトロイト・ライオンズ対グリーンベイ・パッカーズの試合では、グリーンベイのクォーターバック、ブレット・ファーヴがパス成功数NFL歴代1位となったが、ファーヴは試合中にレフェリーのホキュリから知らされるまでこの記録に気づいていなかった。
2007年9月30日、ファーヴが通算タッチダウン数歴代1位となるタッチダウンパスを決めた試合でも、ホキュリはレフェリーを務めていた。
2008年9月14日、ホキュリはサンディエゴ・チャージャーズとデンバー・ブロンコスの試合のレフェリーを務めた。この試合において、ブロンコスのクォーターバックジェイ・カトラーがパスを投げようとした際にボールを落とし、それを相手ラインバッカーがリカバーしたが、このプレー中にホキュリはホイッスルを吹き、パス不成功と判定した。これは誤審として大きく報じられ、NFLは翌2009年シーズンから、このようなプレーをインスタント・リプレイで見直すことを認めるルール改定を行った。
2008年シーズン第17週、ライオンズがNFL史上初となるシーズン0勝16敗となった試合においてレフェリーを担当した。

## 有名人として
元NFLクォーターバックで現在はCBSのNFLカラーコメンテーターであるフィル・シムズがテレビ放送中にホキュリの腕の太さに言及したことがきっかけで人気が高まったとされる。
USAトゥデイのインタビューでは、「自分に対する世間の評判を面白いと感じていますが、それは私が単なるレフェリーだからです。私は選手ではありません。選手こそがゲームであり、それがすべてなのです。私が人気を得ているのは、説明の仕方とか、そこそこ体格がいいからだと思いますが、その選手たちに比べれば、私は子供みたいなものです。そのようなことは、私が良い審判であるかどうかとは関係ありません」と語った。